# Carl von Piloty
Carl Theodor von Piloty (født 1. oktober 1826 i München, død 21. december 1886 i Ambach) var en tysk maler. 
Carl von Piloty var søn af den bekendte litograf Ferdinand Piloty (1786—1844). Han arbejdede som ung i faderens atelier. Han er uddannet på Münchens Akademi og modtog blivende indtryk fra det belgiske historiemaleri, da værker af Louis Gallait og Edouard de Bièfve gik deres sejrsgang gennem Tyskland. På studierejser (1852) til Antwerpen og Paris (Delaroche) var det samme kunstneriske retning, der tiltrak ham. Det han tilførte tysk kunst stammer herfra. Som Delaroche valgte han dramatisk-effektfulde, uhyggelig-dystre historiske motiver, og som den belgiske historiske realisme søgte han gennem saftig og kraftig kolorit, der svælgede i dragternes fløjl og silke. Hans skikkelser virkede levende. Genrebilledet Ammen (1853) viste hans fremragende teknik og hans tilbøjelighed for det patetiske og viste hans brud med ældre tysk kunst. Hans første historiemaleri var Den katolske liga grundes (1854, Maximilaneum, München). Med Seni ved Wallensteins lig (1855, Neue Pinakothek) vakte han furore. Hans næste store malerier er egentlig bare gentagelser: en fremragende malerisk skole, særlig i stofbehandling og i clairobscur, men med uheldig focus på kolorit og en levende karakteristik, der dog bliver på overfladen og gerne er teatralsk-deklamatorisk: Thusnelda i Germanicus' Triumftog (1873, Neue Pinakohtek), det ufuldendte Alexanders død (Berlins Nationalgalleri), Slag ved det hvide bjerg, Nero på Roms ruiner (1861), Cæsars død (1865), Maria Stuarts dødsdom (1869), det store Munichia (1874—79, Münchens rådhus) etc. Pilotys kunst dalede stærkt i anseelse årene efter hans død. Ved sin vidtstrakte lærergerning (fra 1856 professor og fra 1874 direktør for Münchens Akademi) havde han imidlertid  særdeles stor og længe virkende indflydelse på maleriets teknik i Tyskland, Østrig og andre lande. Broderen Ferdinand von Piloty (1828—95) malede historiebilleder i olie og fresko m. v.